# SN 2010bn
SN 2010bn – supernowa typu Ia odkryta 5 kwietnia 2010 roku w galaktyce A114455-0504. W momencie odkrycia miała maksymalną jasność 17,20m.